# Héctor Enrique Olivares
Héctor Enrique Olivares Dahbar (Villa Mazán, La Rioja, 18 de febrero de 1958-Buenos Aires, 12 de mayo de 2019) fue un político, ingeniero y productor agrícola argentino. Fue militante de la Unión Cívica Radical (UCR) y ejerció como diputado nacional por la provincia de La Rioja, en 2 periodos, primero desde la renuncia de Olga Inés Brizuela y Doria el 3 de abril de 2014 hasta el 10 de diciembre de 2015 y su segundo mandato desde el 10 de diciembre de 2015 hasta su asesinato, tras un ataque el 9 de mayo de 2019 en inmediaciones a la plaza del Congreso, el 12 de mayo de 2019.

## Biografía

### Carrera política
En 1985 se tituló de ingeniero agrónomo en la Universidad Nacional de Córdoba.
Era reconocido por su producción e industrialización de aceitunas en Villa Mazán, La Rioja, siendo socio gerente de la Olivícola Agroindustrial Don Salim (1994-2018) y presidente de la Agrícola Villa Mazán (1997-2018).
Militante de la UCR en el estamento universitario cuando cursaba sus estudios universitarios en Córdoba, se desempeñó como secretario y vicepresidente del Comité Provincial en La Rioja.
Fue concejal del departamento Arauco. en tres periodos (1987-1991, 1991-1995 y 2007-2009) en representación de su pueblo por la UCR.
El 3 de abril de 2014 asumió como diputado en reemplazo de Olga Inés Brizuela y Doria, luego de que esta renunciara para ser diputada provincial.
En las elecciones legislativas de 2015 fue elegido diputado nacional por la provincia de La Rioja para el periodo 2015-2019. 
El resultado de 51,3 %, sobre 41,4 % de Beder Herrera. Fuerza Cívica Riojana se lleva dos escaños a la Cámara de Diputados, y el PJ La Rioja uno. 
El candidato  radical Héctor Olivares daba la sorpresa  y se imponía al gobernador Luis Beder Herrera en la candidatura a la diputación nacional.
La derrota la reconoció el mismo Luis Beder Herrera, gobernador de la provincia.
Presidió la comisión de Transporte de la Cámara de Diputados, e integró como vocal las comisiones de Recursos Naturales y Conservación del Ambiente Humano; Agricultura y Ganadería; Asuntos Cooperativos y Mutuales; Economía; Deportes y Economías y Desarrollo Regional.
Opositor al gobierno provincial de Sergio Casas, presentó un amparo para anular su referéndum que hubiese posibilitado su reelección como gobernador en las elecciones de 2019.
Era el candidato natural a ser Vicegobernador de la Provincia de la Rioja, acompañando a Julio Martínez, en las elecciones de 2019.

## Asesinato
El 9 de mayo de 2019 a las 6:50 a. m., mientras realizaba ejercicio en inmediaciones de la plaza del Congreso en Buenos Aires, fue víctima de un ataque junto con su amigo Miguel Marcelo Yadón por dos tiradores que estaban a bordo de un Volkswagen Vento gris, utilizando una pistola Bersa Thunder calibre 40 con mira láser.
Yadón falleció siendo trasladado al Hospital Ramos Mejía, mientras que Olivares unos días después tras permanecer en estado crítico, el 12 de mayo.

### Investigación
El mismo día del ataque, el 9 de mayo, la ministra de seguridad Patricia Bullrich, aseguró que el ataque deja en evidencia "la constatación de las mafias que trabajan en nuestro país" y que los atacantes "directamente disparan como objetivo a Yadón".
Al día siguiente Bullrich descartó un móvil político, y sostuvo que "la principal hipótesis es que el móvil sería personal". Entonces una hipótesis era que Yadón estaba vinculado sentimentalmente a Estefanía, la hija del principal sospechoso del hecho, Juan Jesús El Gitano Fernández. Ese mismo día fue detenido Juan Jesús Fernández en Concepción del Uruguay, provincia de Entre Ríos, su hija, y el cuñado de Fernández, Rafael de la Santísima Trinidad Cano Carmona.
Juan José Cebolla Navarro Cádiz fue arrestado también el 9 de mayo en Uruguay, quien luego admitió su participación en el ataque, aunque negó haber efectuado los disparos, siendo extraditado a la Argentina el 17 de mayo.
Luego solo Juan Jesús Fernández y Juan José Navarro Cádiz quedaron detenidos, ya que los otros implicados que habían sido apresados al inicio del caso fueron quedando en libertad y sólo son investigados por tenencia de armas. Se descartó el vínculo de las víctimas con los imputados, y la Cámara del Crimen confirmó su procesamiento con prisión preventiva. En su fallo, la sala concluyó que los acusados mataron con alevosía, por el grado de indefensión de las víctimas, y por placer.
El 20 de septiembre de 2021 Juan José Navarro Cádiz fue condenado a 45 años de prisión por homicidio agravado por alevosía y portación de arma de guerra sin la debida autorización. Juan Jesús Fernández fue condenado a la pena de prisión perpetua, siendo culpable del delito de partícipe necesario del delito de homicidio agravado por haber sido cometido con alevosía cometido en dos ocasiones.

## Homenajes

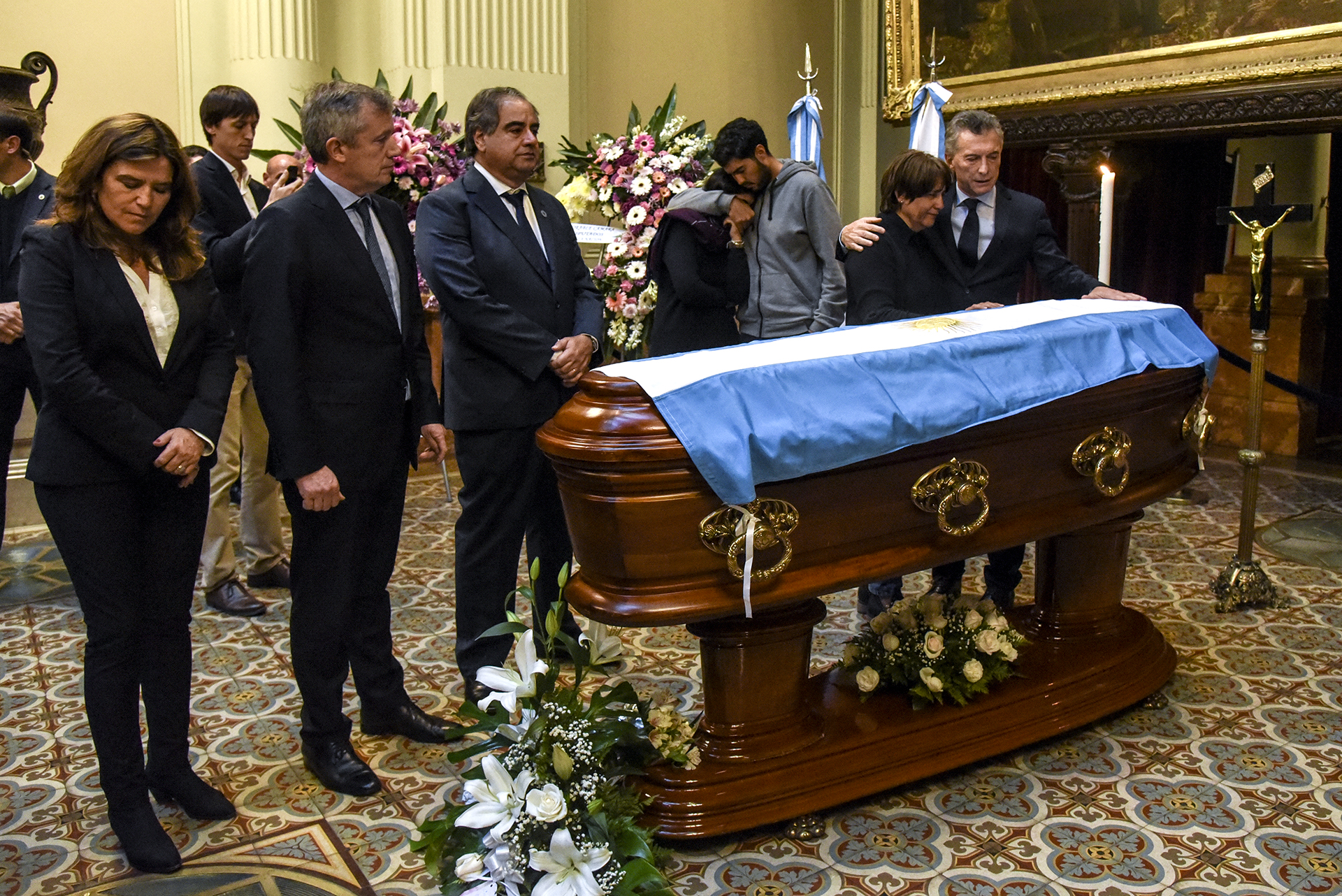
Familiares de Olivares y el presidente Mauricio Macri despiden los restos del diputado en el Congreso.

Sus restos fueron velados en el salón de los Pasos Perdidos del Palacio del Congreso y enterrados en La Rioja. El gobierno de Mauricio Macri decretó 48 horas de duelo nacional por su muerte.
Días después de su muerte, el Senado sancionó un proyecto de ley presentado por Olivares, que establece la promesa de lealtad a la Constitución Nacional para los alumnos de tercer año de escuela secundaria, promulgada como Ley 27.505 el 13 de junio de 2019.
Sus restos descansan en el cementerio de Villa Mazán (La Rioja).